# Buleuterion (Olympia)
Buleuterion w Olimpii – buleuterion na terenie starożytnej Olimpii.
Buleuterion znajduje się na terenie stanowiska archeologicznego w Olimpii, które w 1989 roku zostało wpisane na listę światowego dziedzictwa UNESCO.

## Architektura
Czteroczęściowa budowla buleuterionu złożona ze stoi, dwóch prawie symetrycznych skrzydeł z apsydami – północnym (30,79 × 13,76 m) i południowym (30,53 × 13,13 m) – oraz jońskiej kolumnady (27 × 3 kolumny) łączącej trzy części, otwartej na wschód.
Wejścia do skrzydeł od wschodu poprzez anty z trzema kolumnami doryckimi; skrzydła – dwunawowe hale z siedmioma kolumnami, oddzielone murem od dwóch pomieszczeń na krańcach z apsydami.
Pomiędzy skrzydłami budynek na planie kwadratu z dachem podtrzymywanym przez jeden filar (14,24 × 14,23 m). W jego wnętrzu znajdował się ołtarz i posąg Zeusa Horkeiosa.
Buleuterion wznoszono stopniowo – skrzydło północne datowane jest na wczesny VI w. p.n.e., południowe powstało na pozostałościach z V w. p.n.e., a stoa na okres po trzęsieniu ziemi w 374 r. p.n.e.

## Historia
Budowę buleuterionu rozpoczęto ok. 580 p.n.e., a ukończono w IV w. p.n.e. Gmach wzniesiono na południe od świątyni Zeusa, lecz poza granicami Altisu – sanktuarium olimpijskiego.
Budynek był siedzibą senatu Elidy, którego członkowie byli odpowiedzialni za organizację igrzysk olimpijskich. Prawdopodobnie rezydowali tu również agonoteci. Tutaj rejestrowano zawodników igrzysk, ogłaszano ich imiona i program zawodów, a także rozstrzygano spory podczas igrzysk.
Według greckiego geografa Pauzaniasza tutaj zawodnicy, ich trenerzy i krewni składali przysięgę, że będą zachowywać się fair play, a sędziowie, że będą rozstrzygać uczciwie i nie brać łapówek (Wędrówka po Helladzie, V 24,9).
Współcześnie Buleuterion znajduje się na terenie stanowiska archeologicznego w Olimpii, które w 1989 roku zostało wpisane na listę światowego dziedzictwa UNESCO.